# IC 2193
IC 2193 est une galaxie spirale située dans la constellation des Gémeaux. Sa vitesse par rapport au fond diffus cosmologique est de 5 179 ± 14 km/s, ce qui correspond à une distance de Hubble de 76,4 ± 5,4 Mpc (∼249 millions d'al). Elle a été découverte par l'astronome américain Edward Emerson Barnard en 1888.
La classe de luminosité d'IC 2193 est II et elle présente une large raie HI.
À ce jour, sept mesures non basées sur le décalage vers le rouge (redshift) donnent une distance de 83,471 ± 6,160 Mpc (∼272 millions d'al), ce qui est à l'intérieur des valeurs de la distance de Hubble.

## Groupe de NGC 2410
IC 2193 fait partie d'un groupe de galaxies d'au moins 5 membres, le groupe de NGC 2410. Outre IC 2193 et NGC 2410, les autres du groupe sont IC 2196, IC 2199 et UGC 3904.